# Lista över politiska partier i Moldavien
Politiska partier i Moldavien arbetar i mångpartistaten Moldavien, där Moldaviens kommunistparti samregerar med Kristdemokratiska folkpartiet och Demokratiska partiet.

## Partier i parlamentet
- Kommunistpartiet
- Alliansen Vårt Moldavien
- Demokratiska partiet
- Kristdemokratiska Folkpartiet
- Liberaldemokratiska parti
- Liberala partiet